# 入田親誠
入田親誠（生年不詳—1550年）是日本戰國時代武將、大友氏家臣、入田氏第10代當主、津賀牟禮城城主。別名親真、親實。官位是兵庫頭、丹後守。父親為入田親廉（親門）。

## 生平
入田氏是大友氏的諸族之一，領有直入鄉入田的土地。親誠為親廉長子（根據繼承朽網氏的弟弟鑑康的出生年份是文龜二年（1502年），因此可以推斷親誠是在更早以前出生）。
因為受到大友義鑑寵愛而成為加判眾，並被義鑑任命為嫡男義鎮的傅役。然而，親誠與義鎮關係不睦，義鑑也希望將三子鹽市丸立為繼承人，因此親誠開始與義鑑密謀，企圖廢除義鎮。義鑑接連殺害支持義鎮的重臣，強行將塩市丸立為自己的後繼者。不過在天文十九年（1550年）二月，義鎮派部分重臣發動二階崩之變，將鹽市丸殺害，義鑑亦身負重傷。最終義鑑與義鎮達成和解，在將家督之位讓予義鎮後去世。成為大友氏當主的義鎮將親誠視為這次事變的幕後黑手，並派遣女婿戶次鑑連（後來的立花道雪）等人追捕親誠。親誠逃亡至肥後國，向岳父阿蘇惟豊尋求庇護，但因惟豊厭惡親誠的行為，最終親誠遭到殺害。
此外，據說親誠的父親入田親廉也一同被討殺。在二階崩之變發生時，親廉被認為是加判衆的首領，即大友氏的首要重臣。因此比起親誠，親廉可能更是主要的排除對象。
此後，入田氏失去所領，家道中落。親誠的嫡男義實（宗和）成為浪人，但在天正八年（1580年）前後被允許歸返大友氏，並恢復了一部分所領，然而，由於受到冷遇，義實在天正十四年（1586年）的豐薩合戰中內通島津氏，並積極參與南郡眾（管治豐後國南部的志賀氏等有力國人）的反叛活動，對大友氏造成了損害。

## 出處
1. ↑  窪田頌（2020年）P.396